# ミディア
株式会社ミディアは、かつて存在したエイベックスの各種映像コンテンツ制作会社で、頭文字Dシリーズの制作権を同系列のプライム・ディレクションより引き継がれている。
2006年1月4日に社名を株式会社トゥーマックスから変更。

## 会社概要
資本金は1,000万円で、2000年4月に設立。
当初は旧・旧エイベックス株式会社（現・エイベックス・グループ・ホールディングス株式会社）の100％子会社だったが、グループ事業再編のため2005年4月1日に株式交換によりエイベックス・エンタテインメント株式会社（旧・（新）エイベックス株式会社）の100％子会社となった。
2010年7月1日にエイベックス・エンタテインメント株式会社に吸収合併され消滅した。

## 主な作品
- 頭文字Dシリーズ
かつてはSecond Stageまで、フジテレビや毎日放送などで放映されていた。2001年、劇場版Third Stageは全国東映系にて上映、2005年現在、最新版Fourth StageがアニマックスPPVで放映中。ちなみに、ACT.11からは、ウェッジリンクが製作している。
- 流星戦隊ムスメット
同社とプライム・ディレクション・ポニーキャニオン・グループ2社と制作委員会を運営する2004年のUHFアニメ。
- 人間交差点シリーズ
2003年にテレビ東京で放映された弘兼憲史の漫画を原作とするテレビアニメ。
- 高橋留美子劇場シリーズ
2003年にテレビ東京で放映された高橋留美子の漫画を原作とするテレビアニメ。

…etc.